# Allée Eugénie
L'allée Eugénie est une voie située dans le 15e arrondissement de Paris, en France.

## Origine du nom

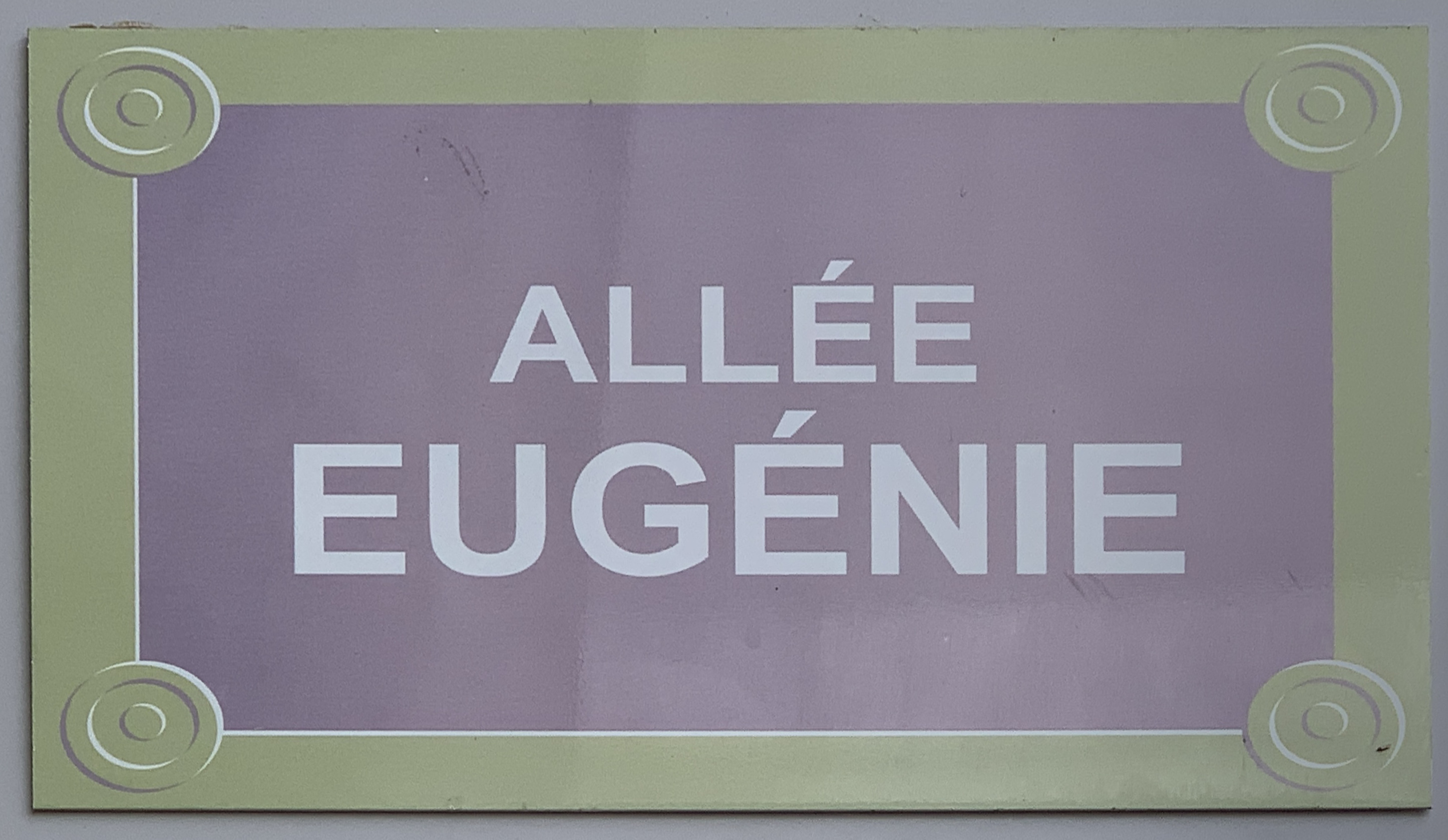
Plaque de l'allée.